# Phanoperla sumatrae
Phanoperla sumatrae är en bäcksländeart som beskrevs av Peter Zwick 1982. Phanoperla sumatrae ingår i släktet Phanoperla och familjen jättebäcksländor. Inga underarter finns listade i Catalogue of Life.